# Lulëzim Bërshemi
Lulëzim Bërshemi (Tirana, 24 aprile 1967) è un ex calciatore albanese, di ruolo difensore.

## Statistiche

### Presenze e reti nei club
Statistiche aggiornate al 25 maggio 2005.
| Stagione        | Squadra         | Campionato      | Campionato | Campionato | Coppe nazionali | Coppe nazionali | Coppe nazionali | Coppe continentali | Coppe continentali | Coppe continentali | Altre coppe | Altre coppe | Altre coppe | Totale | Totale |
| Stagione        | Squadra         | Comp            | Pres       | Reti       | Comp            | Pres            | Reti            | Comp               | Pres               | Reti               | Comp        | Pres        | Reti        | Pres   | Reti   |
| --------------- | --------------- | --------------- | ---------- | ---------- | --------------- | --------------- | --------------- | ------------------ | ------------------ | ------------------ | ----------- | ----------- | ----------- | ------ | ------ |
| 1988-1989       | Paniōnios       | AE              | 9          | 0          | CG              | 0               | 0               | -                  | -                  | -                  | -           | -           | -           | 9      | 0      |
| 1989-1990       | Paniōnios       | AE              | 18         | 0          | CG              | 0               | 0               | -                  | -                  | -                  | -           | -           | -           | 18     | 0      |
| 1990-1991       | Paniōnios       | AE              | 19         | 2          | CG              | 0               | 0               | -                  | -                  | -                  | -           | -           | -           | 19     | 2      |
| 1991-1992       | Paniōnios       | AE              | 5          | 0          | CG              | 0               | 0               | -                  | -                  | -                  | -           | -           | -           | 5      | 0      |
| Totale carriera | Totale carriera | Totale carriera | 51         | 2          |                 | 0               | 0               |                    | -                  | -                  |             | -           | -           | 51     | 2      |